# Блюзовий лад
Блюзовий лад — особливий різновид мажоро-мінору, характерний для джазу, блюзу та споріднених жанрів. Полягає у використанні т.зв. «блюзових нот» — понижених III та VII ступенів, і підвищеному IV мажорного ладу. Пониження сягає півтону або менше і варіюється у різних виконавців. Рідше зустрічається «блюзовий мінор» — натуральний мінор з пониженням V ступеня, прикладом є пісня «Why Don't You Do Right?ⓘ»